# Маргарита Дикова
Маргарита Иванова Дѝкова е българска хореографка и танцова фолклористка, първи главен хореограф и съосновател на Държавния Фолклорен Ансамбъл. Един от основните съратници на Филип Кутев. Тя е автор на много хореографии, които днес са се превърнали в образци на българското танцово изкуство.

## Биография
Родена е на 29 февруари 1916 г. в Цариброд. В периода 1946 – 1951 г. е преподавател по народни танци към ансамбъла на Софийската опера. От 1 май 1951 г. до 31 март 1986 г. е хореограф на Националния фолклорен ансамбъл „Филип Кутев“. През 1951 – 1971 г. е преподавател в Държавното хореографско училище.
Умира на 20 август 1996 г.

## Награди и отличия
- 1970 г. – удостоена е със званието „Народен артист“
- 1976 г. – наградена е с орден „Народна република България“, I степен[2]